# Blandina del Sacro Cuore
Maria Magdalena Merten, in religione Blandina del Sacro Cuore (Düppenweiler, 10 luglio 1883 – Treviri, 18 maggio 1918), è stata una religiosa tedesca della congregazione delle suore Orsoline di Calvarienberg. È stata beatificata da papa Giovanni Paolo II nel 1987.

## Biografia
Maria Magdalena era la nona degli undici figli di un contadino della diocesi di Treviri.
A venticinque anni entrò tra le orsoline del monastero del Monte Calvario, presso Ahrweiler. Pronunciò i voti solenni nel 1913.
Dedicò il resto della sua vita all'istruzione e all'educazione delle ragazze nei collegi di Saarbrücken e Treviri.
Malata di tubercolosi dal 1916, morì meno che trentacinquenne.

## Il culto
La causa di canonizzazione fu introdotta il 4 dicembre 1980.
Il 9 luglio 1983 papa Giovanni Paolo II ha decretato le sue "virtù eroiche" attribuendole il titolo di venerabile.
Il 1º novembre 1987 lo stesso pontefice, nella basilica di San Pietro, ha presieduto la celebrazione del suo rito di beatificazione.
La memoria della beata Blandina del Sacro Cuore ricorre il 18 maggio.